# Host

Un host (cuvânt englez cu traducerea „gazdă”) este un calculator conectat la o rețea și care pune la dispoziție celorlalte calculatoare din rețea unele resurse ale sale (fișiere, periferice sau aplicații). În acest caz celelalte calculatoare se mai desemnează și drept guest („oaspete”).
În ultimii ani se preferă totuși folosirea termenilor server (în loc de host) și client (în loc de guest), vezi și articolul Client-server.
Computerele care participă la rețele care utilizează suita de protocoale Internet pot fi de asemenea numite gazde IP. În mod specific, computerele care participă la Internet se numesc gazde Internet, uneori noduri de internet. Gazdele de Internet și alte gazde IP au una sau mai multe adrese IP atribuite interfețelor lor de rețea. Adresele sunt configurate manual de către un administrator, automat la pornire, prin intermediul DHCP (Dynamic Host Configuration Protocol) sau prin metode de autoconfigurare a adreselor fără stat.
Galeriile de rețea care participă la aplicații care utilizează modelul client-server de calcul sunt clasificate ca sisteme server sau client. Gazdele de rețea pot funcționa, de asemenea ca noduri în aplicațiile peer-to-peer, în care toate nodurile partajează și consumă resurse într-un mod echipotențial.

## Originea conceptului
În sistemele de operare, termenul gazdă terminal desemnează în mod tradițional un computer de partajare a timpului sau un software pentru utilizatori care furnizează servicii pentru terminale de calculator sau un computer care furnizează servicii unor dispozitive mai mici sau mai puțin performante , cum ar fi un computer mainframe care deservește terminale teletype sau terminale video. Alte exemple sunt gazda telnet (un server telnet) și un xhost (client X Window).
Termenul gazdă pe Internet sau doar gazdă este folosit într-un număr de documente de solicitare de comentarii (RFC) care definesc Internetul și predecesorul său, ARPANET. RFC 871 definește o gazdă ca sistem informatic de uz general conectat la o rețea de comunicații pentru "... scopul obținerii partajării resurselor între sistemele de operare participante ..." 
În timp ce ARPANET a fost dezvoltat, computerele conectate la rețea erau de obicei sisteme informatice mainframe care puteau fi accesate de la terminale nemoale conectate prin porturi seriale. Deoarece aceste terminale nu găzduiau software-ul sau nu efectuau propriile calcule, ele nu erau considerate gazde, deoarece nu erau conectate la nici o rețea IP și nu li s-au atribuit adrese IP.

## Servere și noduri
Toate serverele sunt gazde, dar nu toate gazdele sunt servere. Orice dispozitiv care a stabilit o conexiune la o rețea se califică drept gazdă, în timp ce numai gazdele care acceptă conexiuni de la alte dispozitive (clienți) se califică drept servere.
Fiecare gazdă de rețea este un nod de rețea, dar nu fiecare nod de rețea este o gazdă. Hardware-urile de rețea, cum ar fi modemurile, hub-urile și switch-urile de rețea, nu sunt neapărat atribuite adrese de rețea (cu excepția uneori în scopuri administrative) și prin urmare nu pot fi considerate gazde de rețea.

## References
1. ↑  E. Garrison Walters (2001). The essential guide to computing]. Prentice Hall PTR. p. 149. ISBN 9780130194695.
2. ↑  M.A. Padlipsky (septembrie 1982). A Perspective on the ARPANET Reference Model. RFC 871 .